# إذاعة صوت رومانيا
إذاعة صوت رومانيا هي إذاعة رومانية تابعة للقطاع العام، كان أول بث لها سنة 1921، وكان اسمها قبل سنة 1989 راديو بوخارست.

## التاريخ
كيف بدأ بث البرامج الإذاعية إلى الخارج أولى البرامج الإذاعية الرومانية الموجهة إلى الخارج كانت برامج موسيقية. حدث ذلك عام 1927، بمعنى أنها سبقت بعام واحد تأسيس شركة الإذاعة الوطنية الرومانية. كان مقر المحطة الإذاعية التي بثت البرامج إلى الخارج يتكون من عمارة جميلة تقع في وسط العاصمة بوخارست، احتضنت في ذلك الحين معهد الاكتروتينيك الجامعي وفي مختبرات ذلك المعهد أقيمت عام 1927 محطة إذاعية التي كانت تبث برامجها على الموجة المتوسطة 280 مترا. ولم تكن تلك أولى التجارب الرومانية في البث الإذاعي، حيث سبقتها تجربتان أخرى ان، إلا أن هذه المحطة الإذاعية بادرت بتقديم الإعلانات بأربع لغات أجنبية هي: الرومانية والفرنسية والألمانية والإيطالية، وكانت قادرة على إيصال البرامج إلى بُعد (ألف) كيلومتر، بحيث أصبح من الممكن التقاط برامجنا في أوروبا والشرق الأوسط ونقل أصوات المغنين الأوبراليين والحفلات الموسيقية المقامة في العاصمة بخارست من أول محطة إذاعية تبث حيا إلى الخارج. لم تكن هذه المحطة الإذاعية رسمية، ولكنها استهدفت المستمع الأجنبي وأوصلت البث إليه.
في البداية لم تكن للبث الإذاعي حدود، ما عدا تلك التي فرضتها عليه قوة محطة البث. لكن المستمعين لم ينعموا مدة طويلة بهذه الأوضاع، لان الأنظمة التسلطية سرعان ما اكتشفت عملية التشويش. فلأول مرة قدم برنامج باللغة الرومانية بثا رسميا في الأول من نوفمبر - تشرين الثاني عام 1928، وكانت قدرة المحطة تصل إلى 400 واط وطولها 401.6 مترا. وتم بث هذا البرنامج من مبنى شركة الإذاعة الرومانية المُقام فيه حاليا مبنى الإذاعة الرومانية العامة، أي في شارع الجنرال «بيرتلو» بوسط العاصمة. في عام 1932 كانت قوة البث الإذاعي الروماني كبيرة بحيث وصلت إلى نيوزيلاندا. وفي عام 1930 وجهت القنصلية الرومانية في فلسطين طلبا إلى السلطات الرومانية ببث البرامج باللغة الفرنسية أيضا، ليتمكن السكان المحليون فهمها.
إلا أن أولى البرامج باللغات أجنبية فقد كانت في مطلع الثلاثيات من القرن العشرين، وكان هدفها اطلاع السلك الدبلوماسي في رومانيا على مجريات الأمور في البلاد. وقدمت هذه البرامج اعتبارا من عام 1932 احتوت أيضا على نشرات الأخبار، باللغتين الفرنسية والإنكليزية، قبل ختام البث الإذاعي اليوم في منتصف الليل ولمدة ربع ساعة. أضيفت إلى اللغتين الفرنسية والإنكليزية - فيما بعد اللغتين الألمانية والإيطالية. وكانت النشرات الأخبارية توفر للمستمعين معلومات عامة عن الاقتصاد والثقافة والثروات الطبيعية في البلاد.
وفي السنوات التي تلت، زاد دور البرامج باللغات الأجنبية، بعد أن اكتشفت رومانيا، شأنها في ذلك شأن غيرها من البلدان ان البث الإذاعي يمكن أن يوفر لها وسيلة رائعة للترويج عن نفسها في العالم. وبادرت البلدان بتبادل البرامج بينها فقدمت الإذاعة الرومانية مقتطفات من قراءات في مؤلفات الكتاب الرومانيين الكبار مترجمة إلى اللغات الأجنبية، خاصة الفرنسة والإيطالية والألمانية. واستغلت الإذاعة الرومانية فرصة التقاط برامجها في حوض البحر الأبيض المتوسط وفي ألمانيا، وفي بلدان أخرى، بل حتى في قارة أستراليا، فاستحدثت برنامجا جديدا أطلق عليه اسم «من اجل اطلاع الدول الأجنبية» وقدم البرنامج مرتين في أسبوع، باللغتين الفرنسية والألمانية. وكان البرنامج يحوي محاضرات حول الحياة والنشاطات الفنية في البلاد وإمكانياتها الاقتصادية والسياحية. فألقى البروفيسور «آليكساندرو بوسويوجيانو» أول محاضرة باللغة الفرنسية في الحادي والعشرين من مارس \ آذار عام 1933، كان موضوعها يدور حول الحياة الفنية في ورمانيا، وتلاه في الرابع والعشرين من الشهر نفسه الناقد الأدبي «باول زاريفوبول» بمحاضرة حول الحياة الأدبية في رومانيا، ثم أُلقيت محاضرات تناولت مواضيع متنوعة منها: مؤلفات شاعر رومانيا الأكبر «ميهائي ايمينيسكو» ورواية «الثورة» للكاتب «ليفيو ريبريانو» والمعالم البيزنطينية الموجودة في رومانيا ووصفت المناظر الطبيعية في رومانيا والشعر الشعبي ومحطات الاستحمام وأنباء اقتصادية ومسرحية والفنون التشكيلية والقصور الملكية والعاصمة بوخارست وتضاريس رومانيا.
و يبدو أن أول رسالة وصلت إلى الإذاعة الرومانية الموجهة إلى الخارج كانت من مصر، لكنها لم يُحتفَظ بها، وفي شهر أغسطس \ آب عام 1933 تلقت الإذاعة رسالة ثانية من مواطن في اسكتلاندا قال فيها إنه استقبل جيدا البث الإذاعي الروماني. وفي عام 1934 وصلت رسالة من إيطاليا، من أحد هواة الموسيقى الأوبرالية الذي أعجب بأداء المغنين الأوبراليين الرومانيين. في الثاني عشر من فبراير \ شباط عام 1939 أطلق برنامج آخر عن رومانيا، استهدف الولايات المتحدة وذلك توطئة لمشاركة رومانيا في معرض نيو يورك الدولي.
وبالفعل فقد التقطت الإذاعة الرومانية باللغة الإنكليزية لأول مرة في الولايات المتحدة في شهر فبراير - شباط عام 1939 ويعتبر ذلك التاريخ بداية الاستماع إلى البرامج الرومانية في القارة الأمريكية. تعاون بين الإذاعة والحكومة خدمة لمصلحة الدولة كانت الإذاعة الرومانية شركة مختلطة، 40 في المئة من اسهما - كان رأسمالا خاصا و 60 في المئة رأسمال حكومي. واتخذ مجلس الإدارة جميع القرارات الهامة أخذا في اعتبار مصالح الدولة، من بينها القرار ببدء البث الإذاعي بلغات أجنبية من أجل تقديم الوقائع اليومية وإيصال الثقافة الرومانية إلى الخارج.
واحتلت البرامج الموجهة إلى الخارج مكانا هاما نسبيا في جدول برامج الإذاعة الرومانية. وفي الفترة ما قبل الحرب العالمية الثانية كانت هذه البرامج متنوعة، ولدى اندلاع الحرب اكتسبت البرامج صبغة دعائية واضحة. نشاط المحررين اقتدت الإذاعة الرومانية في اختيار مواضيع البرامج الموجهة إلى الخارج ببرامج أخرى قدمتها إذاعات أخرى، خاصة باللغتين الفرنسية والإنجليزية. ولم تكن هذه البرامج مجرد ترجمة للبرامج التي قُدمت باللغة الرومانية للمستمعين في داخل البلاد، وإنما ساهم فيها المحررون العاملون فيها مساهمة خاصة بتقديم خلاصة الأخبار السياسية والاقتصادية والرياضية وأنباء تخص علاقات رومانيا مع بلدان أجنبية وفعاليات ثقافية استضافتها رومانيا. البرامج بُثت على الموجات المتوسطة، ما جعل من الصعب التقاطها. ثم تحسنت ظروف استقبالها بعد بدء العمل بالموجات القصيرة.
فقبل الحرب العالمية الثانية كانت محطة البث الإذاعي للبرامج الموجهة إلى الخارج موجودة في شمال بخارست وكانت تبث على موجة 34.2 مترا، إلا أن قوة البث كانت ضعيفة نسبيا، فلم تغطي القارة الأوروبية برمتها، لكنها التُقِطت بصورة جيدة في منطقة البلقان والشرق الأوسط. الإذاعة أيام الحرب العالمية الثانية تسبب اندلاع الحرب العالمية الثانية في القرن الماضي في زيادة أهمية البرامج الموجهة إلى الخارج فمددت لفترة أطول وتنوعت من حيث المعلومات المقدمة. فبالإضافة إلى البرامج المقدمة باللغات الفرنسية والإنكليزية والألمانية والإيطالية، بُدأ في تقديم برامج باللغات اليونانية والتركية والصربية والروسية وفي نهاية الحرب الكونية أضيفت اللغة الأوكرانية أيضا. وكانت البرامج دعائية استهدفت دعم رومانيا في حربها ضد الاتحاد السوفيتي إلى جانب ألمانيا النازية. في الثالث والعشرين من أغسطس \ آب عام 1944 فصمت رومانيا تحالفها مع ألمانيا النازية وانضمت إلى معسكر الحلفاء.
و في نهاية العام نفسه أنشئت إذاعة «داجيا الرومانية» التي قدمت برامج في خمس لغات هي: الإنكليزية والروسية والفرنسية والمجرية والألمانية. وكان الهدف منها الترويج للانضمام رومانيا إلى معسكر الحلفاء وتقديم الجهود التي بذلتها من أجل أعمار الاقتصادي وإشاعة الديمقراطية. كان مبنى الإذاعة قد دمر أبان الحرب، فانتقلت مكاتب الإذاعة بشكل مؤقت إلى مبنى مدرسة ثانوية على مقربة منها. الإذاعة إبان فترة الحرب الباردة بعد تنصيب حكومة شيوعية وتحويل رومانيا إلى دولة دارت في فلك الاتحاد السوفيتي، وأصبحت البرامج الموجهة إلى الخارج وسيلة للدعاية الشيوعية، دون التغاضي عن البرامج الثقافية والرياضية. الإذاعة الموجهة إلى الخارج إبان الحكم الشيوعي في العاشر من يوليو \ تموز عام 1950 قدمت الإذاعة الرومانية أول برنامج باللغة الرومانية موجه إلى الخارج عبر الموجات القصيرة. وكانت البرامج باللغة الرومانية موجهة أما إلى الولايات المتحدة، حيث تقيم جالية رومانية هامة وأيضا إلى دول أوروبا الغربية.
وكانت هذه البرامج تسعى إلى تشويه الوقائع وتقديم صورة جميلة عن رومانيا. وكان خيرة الصحفيين والمذيعين يعملون في إعداد هذه البرامج، بهدف إقناع الرومانيين المنفيين بان الحياة في وطنهم الأم شهدت انعطافا نحو الأفضل ومن المناسب لهم التقارب من السلطات الرومانية. وإلى جانب البرامج باللغة الرومانية التي أنشئ من أجلها قسم خاص أطلق عليه اسم «صوت الوطن» - تطورت أقسام أخرى، خاصة الإنكليزي، الذي سعى الإذاعيون العاملون فيه إلى تقديم صورة دولة ترعى الثقافة والفن وتحترم آراء الآخرين المُخالفة وذلك من خلال إجراء مقابلات مع شخصيات بارزة في عالمي السياسة والفن. وأثناء تواجد القوات السوفيتية في أراضي رومانيا بعد انتهاء الحرب العالمية الثانية، بادرت الإذاعة بتقديم برامج باللغة الرومانية من أجل الجنود السوفيت. وبعد انسحاب القوات السوفيتية عام 1958، باشرت الإذاعة الرومانية بتبادل البرامج مع إذاعة موسكو، شأنها في ذلك شأن جميع الدول الشيوعية الأخرى.
وفي عام 1975 تأسس القسم الروسي في إطار دائرة البرامج الموجهة إلى الخارج. وكانت رومانيا أول دولة عضو في معاهدة وارشو بادرت بتقديم برامج باللغة الروسية تصل إلى المستمع الروسي مباشرة، دون رقابة موسكو، وكان ذلك دليلا على أن رومانيا بدأت تنأ بنفسها عن الاتحاد السوفيتي. وعلى مر السنين أنشئت أقسام أخرى، منها الألماني واليوناني والإيطالي والبرتغالي والإسباني والصربي والتركي والفارسي.

## القسم العربي
فبدأ يبث برامجه في الخامس من أبريل - نيسان عام 1961 لمدة نصف ساعة على فترتين في اليوم. ومع مرور الوقت، تطورت البرامج وتنوعت وزادت مدتها إلى ساعتين في اليوم. كما أزداد عدد المستمعين ومساهمة أعضاء القسم الخاصة في إعداد البرامج، لتستجيب وأذواق المستمعين ورغباتهم...وفي الخامس من أبريل المقبل يحتفل القسم العربي لصوت رومانيا العالمي باليوبيل الذهبي ومرور 50 سنة كاملة على تأسيسه.

البرامج الموجهة إلى الخارج بعد انهيار النظام الشيوعي تحولت دائرة البرامج الموجهة إلى الخارج بعد انهيار النظام الشيوعي إلى إذاعة (صوت رومانيا العالمي) وأصبح الهدف منها اقتراب البلاد من الديمقراطيات المتطورة وأعادتها إلى أحضان أوروبا التي فصلت عنها ومد جسور بينها وبين الرومانيين المهاجرين...
و هناك ثلاث محطات: الأولى - مخصصة للرومانيين المهاجرين والثانية - المسماة بالإذاعة المفتوحة إلى جميع أنحاء العالم - وهي التي تبث البرامج بلغات أجنبية / العربية والصينية والإنجليزية والفرنسية والألمانية والإيطالية والبرتغالية والإسبانية والثالثة - جسور إذاعية - وهي المحطة المخصصة للدول المجاورة لرومانيا والتي تبث برامجها باللغة البلغارية والمجرية والأوكرانية واليونانية والتركية والصربية والروسية والرومانية المقدونية.
برامج جديدة وأصدقاء جدد بعد عام 1990 باشر صوت رومانيا العالمي بتأسيس أقسام جديدة تبث بلغات أجنبية. وجاء في طليعتها قسم باللهجة الرومانية المقدونية من أجل الرومانيين المقدونيين الذين يعيشون في منطقة البلقان، لإعادة عرى الصداقة بينهم وبين رومانيا. في مطلع التسعينات من القرن الماضي مرت العلاقات بين رومانيا والمجر بمرحلة من الفتور وكان عليهما ان يبذلا جهودا مشتركة من أجل إرساء أسس جديدة لعلاقاتهما القديمة التي شهدت أكثر من مرة تصعيدا خطيرا. ولكن انضمام البلدين إلى الحلف الأطلسي والمساعي المشتركة التي تبذلانها من أجل التكامل الأوروبي قضت على التوتر والخلافات. وبعد أن استحدثت البرامج باللغة المجرية عام 1993، اغلق القسم المجري بصوت رومانيا العالمي عام 2004، شأنها في ذلك شأن البرامج باللغة البلغارية. وفي الأول من أكتوبر- كانون الأول عام 1999 بدأ القسم الصيني في صوت رومانيا العالمي يبث برامجه لمدة نصف ساعة مرتين في اليوم. صوت رومانيا العالمي - اليوم وغدا في عام 2004 أعادت الإذاعة الرومانية النظر في هيكل دائرة البرامج الموجهة إلى الخارج -صوت رومانيا العالمي.
فأصبحت فيها محطتان: الأولى - تبث برامج باللغة الرومانية على مدار الساعة وبرامج باللهجة الرومانية - المقدونية - والثانية - تبث برامج في عشر لغات أجنبية هي: العربية والصينية والإنكليزية والفرنسية والألمانية والإيطالية والصربية والإسبانية والروسية والأوكرانية. كما أنشئت مجموعة عمل لوضع برامج تبث عن طريق شبكة الانترنيت وممارسة التعاون مع إذاعات أخرى. أما البث الإذاعي فتنقله المحطات التقليدية بالموجات القصيرة وشبكة الانترنيت والقمر الصناعي -هوت بيرد - للقارة الأوروبية وحوض البحر الأبيض المتوسط.
واعتبارا من الأول من يناير \ كانون الثاني عام 2004 يعاد بث البرامج باللغات الإنكليزية والفرنسية والألمانية والروسية والرومانية عن طريق شبكة WRN الدولية، بما في ذلك على الموجات المتوسطة و FM والهاتف المحمول. كما شرعت الإذاعة في تطوير حوارها مع المستمعين عن طريق موقعها على شبكة الانترنيت.
توقف بث الإذاعة عبر شبكة WRN .

## المصدر
- موقع القسم العربي بصوت رومانيا العالمي www.rri.ro

## روابط خارجية
- الموقع الرسمي لإذاعة صوت رومانيا بالعربية